# Il mercato degli schiavi (Vernet)
Il mercato degli schiavi (in francese: Le Marché d'esclaves; in tedesco: Sklavenmarkt) è un'opera del pittore francese Horace Vernet (1789-1863), conservata all'Alte Nationalgalerie di Berlino.

## Storia
La pittura orientalista esplorava dei temi e dei motivi "esotici", presi da culture non europee e che stereotipavano "l'Oriente", e influenzò anche le arti decorative. I dipinti orientalisti non erano dei documenti realistici, quanto piuttosto delle fantasticherie romantiche che evocavano la passione, l'erotismo, il "primitivismo" dell'Oriente.
L'orientalismo è un movimento artistico che ebbe inizio gradualmente e si sviluppò soprattutto in Francia, dopo la campagna d'Egitto del 1798. Si formò all'interno di altri movimenti artistici, come il romanticismo, l'esotismo e il neoclassicismo. Nel diciannovesimo secolo lo schiavismo e i mercati degli schiavi erano ancora in vigore in Medio Oriente. I dipinti orientalisti ebbero successo, soprattutto in Italia, in Francia, in Inghilterra e in Germania, e oggi si trovano in dei grandi musei, soprattutto negli Stati Uniti. Queste opere erano realizzate con una tecnica accademica attenta e le nudità esposte soddisfacevano l'occhio.
Gli schiavi, nel mondo arabo-musulmano, erano adoperati per i lavori agricoli e nelle miniere; le schiave lavoravano nelle case ed erano anche sottoposte allo sfruttamento sessuale: diventavano delle concubine e venivano addirittura costrette a subire degli stupri, durante le lunghe marce di trasferimento nelle piazze dei mercati. Questa tratta di esseri umani cominciò all'epoca della Roma antica e continua ancora nel ventunesimo secolo. Milioni di persone furono schiavizzate: i bianchi dal bacino del mar Mediterraneo e i neri dal cuore dell'Africa.

## Descrizione
La scena si svolge per strada in una città non identificabile. Una donna bianca e una nera africana sono unite dallo stesso destino. In mezzo a loro, si erge in piedi un guardiano con un lungo bastone e che indossa un grande caffettano. La nudità delle donne contrasta con il corpo interamente coperto dell'uomo. Dietro di lui si nascondono gli acquirenti arabi. A sinistra, altre due donne bianche sono sedute per terra, coperte da un lenzuolo.
Il pittore si concentra sulla posa sensuale delle figure femminili, considerate come dei nudi "estetici". Certamente egli condanna il commercio selvaggio di esseri umani, ma fantastica anche sulle pose sensuali delle schiave: un miscuglio insolito di pietà e lussuria.
Un dipinto simile, un olio su tela di 136 centimetri × 112, venne venduto nel 2021 alla galleria Jennmaur di San Francisco.